# Källsjö
För orter med namnet Källsjö eller Källsjön se Källsjön

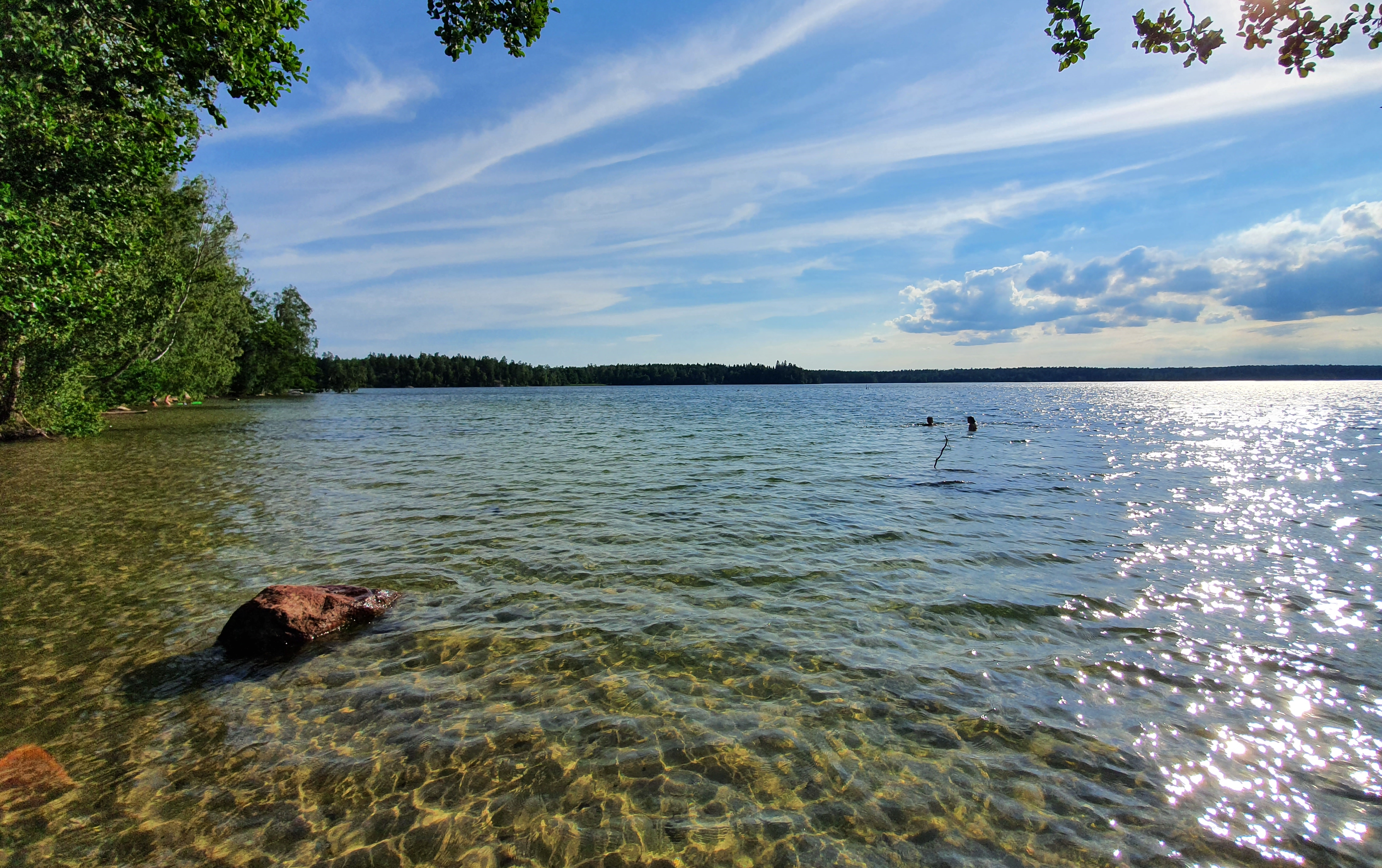
Largen i Norrtälje kommun och Österåkers kommun i Uppland

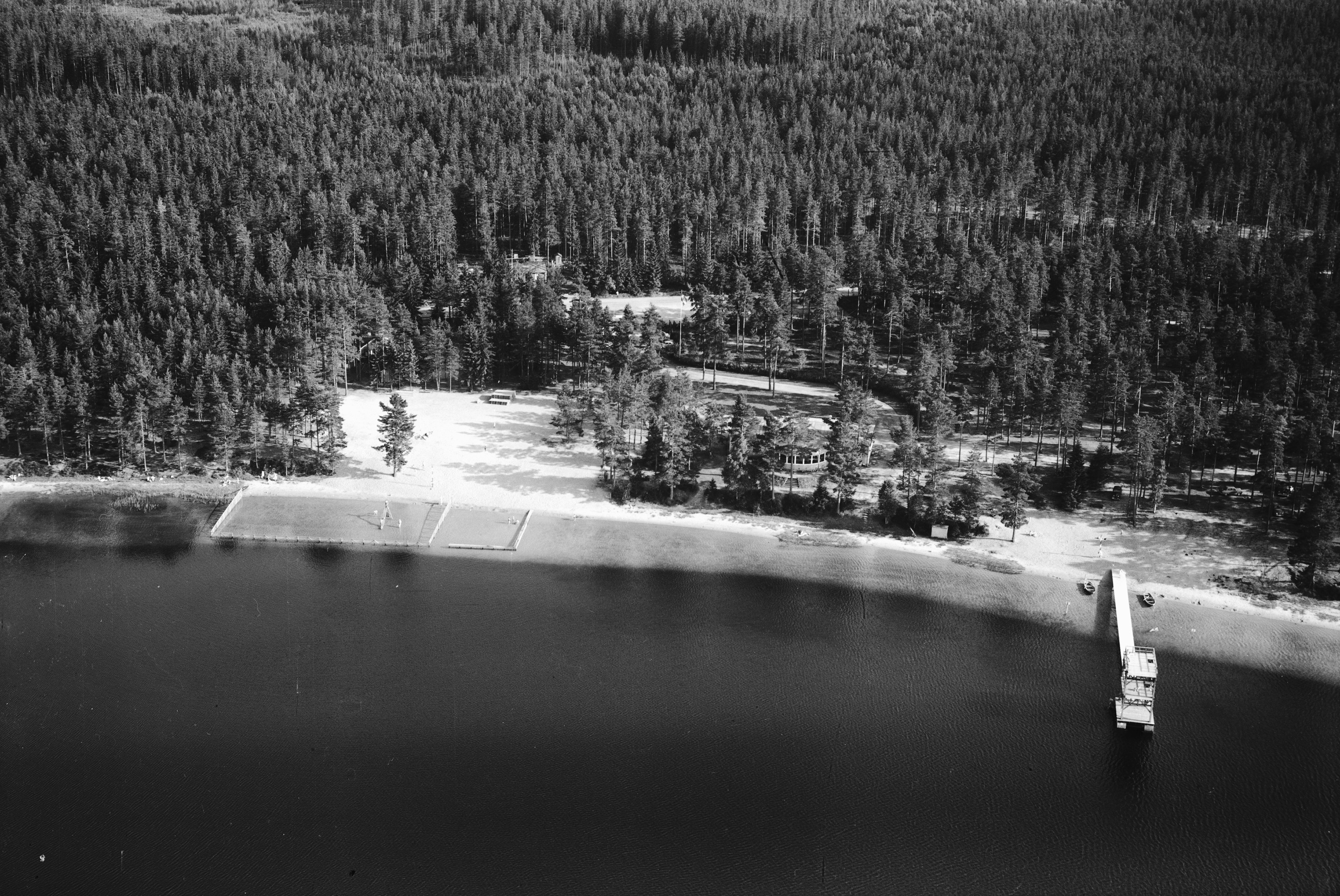
Axamobadet i källsjön Axamosjön i Jönköpings kommun, 1936

En källsjö är en sjö med eller utan synligt utlopp, vars vatten är grundvatten som tränger upp genom en eller flera källådror och inte kommer från tillflöden av bäckar eller annat ytvatten. 
Begreppet används också för att beteckna en sjö, varifrån ett källflöde kommer, det vill säga en sjö som ett visst vattendrag rinner upp i.
En källsjö kan dock sakna synligt utlopp och ha en vattenyta som ligger på samma nivå som omgivande grundvatten.